# 禹谟镇
禹谟镇，是中华人民共和国贵州省毕节市金沙县下辖的一个乡镇级行政单位。

## 行政区划
禹谟镇下辖以下地区：
禹谟社区、禹谟村、沙星村、金坝村、中坪村、秀山村、金岩村、同心村、新寨村、大龙村、城墙村和马场村。